# Cisco Systems
A Cisco Systems Inc. (NASDAQ: CSCO) egy amerikai multinacionális vállalat, amely fogyasztói elektronikai berendezéseket, hálózati eszközöket, hang-, illetve kommunikációs technológiát és szolgáltatásokat tervez és értékesít. Székhelye a kaliforniai San José. A Ciscónak több mint 60 000 alkalmazottja van, éves árbevétele 2011-ben 43 milliárd dollár volt. Egyike a világ legnagyobb technológiai vállalatainak.

## Vállalat története

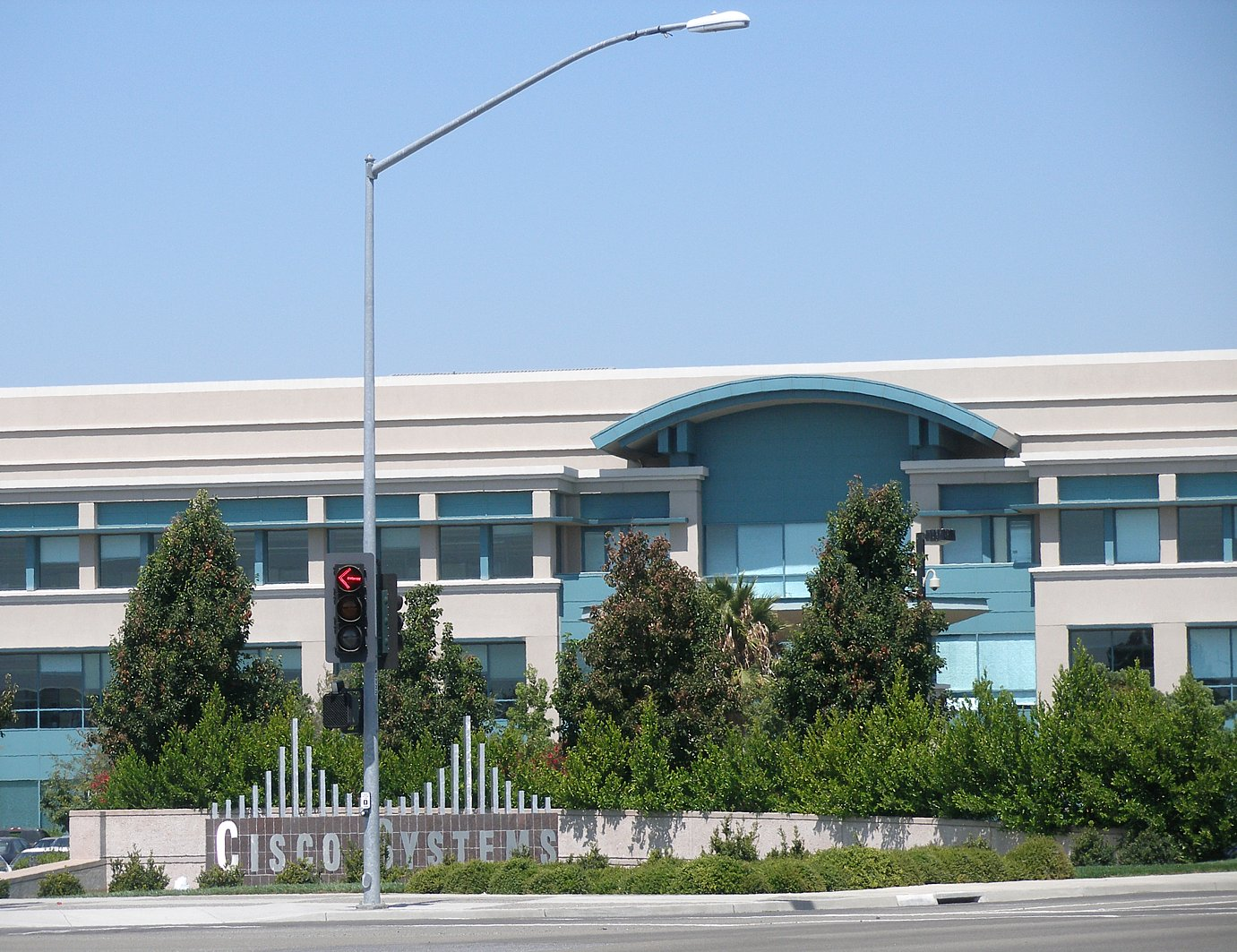
Számos épület egyike San Joséban, a Cisco Systems campuson

### 1984–1990: a kezdeti évek
Egy házaspár (Len Bosack és Sandy Lerner) – akik a számítógép üzemeltető csapat tagjai voltak a stanfordi egyetemen, valamint a hozzájuk később csatlakozott Nicholas Phammal alakították meg a Cisco Systemset, 1984-ben. Lerner rövid időre továbbment Schlumbergerbe, direkt számítógépes szolgáltatásokat végezni, de 1987-ben visszatért teljes munkaidőbe a Ciscóhoz.
A név a San Francisco város nevéből származik (röviden: Cisco), ezért a korai időkben a cég mérnökei ragaszkodtak, hogy a kisbetűs cisco elnevezést használhassák. A Cisco első termékéhez Bosack átalakította a multi protokollos útválasztó (router) szoftvert, amelyet eredetileg néhány évvel korábban egy szintén stanfordi alkalmazott, William Yeager írt, aki később csatlakozott a Sun Microsystemshez. A vállalat első vezérigazgatója Bill Graves volt, 1987–88-ban, majd John Morgridge váltotta fel.
1990. február 16-án a Cisco Systemset tőzsdére vitték (224 millió dolláros piaci tőkésítéssel), felkerült a Nasdaq tőzsdére. 1990. augusztus 28-án, Lernert elbocsátották; meghallván a hírt a férje, Bosack tüntetőleg lemondott posztjáról. A pár kilépett a Ciscóból 170 millió dollárral a zsebében, amelynek 70%-át jótékony célokra fordították.
Habár a Cisco nem az első vállalat volt, amely fejlesztett és árusított dedikált hálózati csomóponteszközöket, de az elsők között volt, amely kereskedelmileg is sikeres útválasztókat árult, amelyek több hálózati protokollt támogattak.
A korai Cisco-eszközök klasszikus CPU-alapú architektúrái – amelyek a IOS operációs rendszerrel voltak felszerelve – biztosították, hogy lépést tudjanak tartani a technológiai szükségletek fejlődésével a gyakori szoftverfrissítések révén. Ezen időszak néhány népszerű modelljének (mint pl. a Cisco 2500-nak) sikerült a piacon maradnia csaknem egy évtizeden keresztül gyakorlatilag változatlanul – kiváló ismérve a high-tech iparnak. Habár a Cisco erősen nagyvállalati környezetben gyökerezett, a vállalat elég gyors volt ahhoz, hogy befogja a felmerülő szolgáltatásellátó környezeteket, belépvén az SP piacra új, nagy kapacitású termékvonallal, úgy mint pl. a Cisco 7000-essel és a Cisco 7500-zal.

### 1990–1995: a növekedés
1992 és 1994 között a Cisco felvásárolt több vállalatot az ethernet switching területén, a leginkább említésre méltók a Kalpana, Grand Junction és Crescendo Communications, melyek együtt alkották a Catalyst üzletágát. Ez idő tájt a vállalat egy harmadik rétegű útválasztást és egy második rétegű kapcsolóréteget (Ethernet, Token Ring) vizionált, mint a különböző intelligenciák és architektúrák kiegészítő funkciói – az előbbi lassú volt és komplex, az utóbbi pedig gyors és egyszerű. Ez a filozófia dominált a vállalat terméke vonalaiban az 1990-es évek során.
1995-ben John Morgridge-t John Chambers követte.

### 1996–2005: Internet és szilícium intelligencia
Az Internet rendkívüli növekedése a közép és késő '90-es években gyorsan megváltoztatta a Telecom tájékát. Amint az Internet Protocol (IP) széleskörűen elterjedtté vált, a többprotokollos útválasztók fontossága jelentősen csökkent. A Ciscónak azonban sikerült meglovagolnia az Internet-hullámot olyan termékskálával, amely a modemelérés-polcoktól (AS5200) egészen az alapvető útválasztókig (GSR) terjed. Ezek gyorsan alapvetőkké váltak az internetszolgáltatók számára, és 1998-ra a Cisco kvázi monopolhelyzetbe került ebben a kritikus szegmensben.
2000. március végén, a dot-com lufi kipukkadásakor, a Cisco vált a világ legértékesebb vállalatává olyan piaci tőkével, amelynek értéke több mint 500 milliárd dollár volt. 2011 novemberében a piaci értéke 94 milliárd dollár volt még mindig a legértékesebb vállalatok egyike volt.
Eközben az internetes adatforgalom növekedése egyre újabb kihívások elé állította a hagyományos, szoftveres adatvizsgálati modellt. Akkoriban úgy vélték, hogy aránylag nehéz lenne az adatvizsgálati algoritmusokat egy processzorra integrálni, ezért számos új vállalat alakult az IP- és MPLS-csomagok hardveres feldolgozására. Ezek az új vállalatok megoldásaikkal egyre inkább eltüntették a határt a routing és a switching között. Az egyik ilyen startup, a Juniper Networks nevű cég 1999-ben kezdte szállítani új termékeit és a rákövetkező évben, 2000-ben már a Cisco hagyományos piaci részesedésének 30%-át megszerezte. A Cisco saját fejlesztésű, alkalmazásspecifikus integrált áramköri kártyákkal, illetve a routerek és switchek képességeit bővítő kártyákkal válaszolt a kihívásra. 2004-től a Cisco megkezdte termékeinek migrálását a nagyteljesítményű hardverre (Carrier Routing System) és szoftverre (IOS XR operációs rendszer).

### 2006 – 2012: az emberi hálózat
A 2006-os óriási újrabrandolási kampány részeként a Cisco Systems felvette a rövidebb „Cisco” nevet, és meghirdette „Az emberi hálózat” nevű kampányt. Ezen erőfeszítések azt jelezték hogy a Cisco egy otthoni brand, amely szerint olyan stratégiát tervez, ami támogatja az alsó kategóriás Linksys-termékeket és a jövőbeli háztartási termékeket (mint pl. a Flip Video kameráit, melyet a Cisco 2009 vásárolt fel).
A hagyományosabb üzleti oldalon a Cisco folytatta a kiterjedt vállalati fókuszú routerek, switchek és biztonsági portfólió fejlesztést. A gyorsan növekvő Ethernet fontossága szintén hatással volt a cég termék vonalaira, ösztönözve a céget, hogy átalakítsa a sikeres Catalyst 6500 Ethernet switch-et általános célú Cisco 7600-as routing platformmá. Továbbá az IOS limitációi és korosodó Crescendo-architektúra szintén kikényszerítette, hogy áttekintsék a kereskedelmi szilikon karrierjét az Ethernet-szegmensben. Ez eredményezte az új ASR9000 termékcsaládot, amely konszolidálni szándékozta a cég karrierjét az EZChip-alapú hardver és az IOS-XR-t használó ethernet és előfizető menedzsmentüzlet körül. A Cisco tovább bővítette tevékenységét, belépve új piacokra (például a 2009-es mobil specialista Starent Networks felvásárlásával, ami az ASR5000 termékvonalat eredményezte).
Egészen a 2000-es évek első évtizede közepéig szintén kiépítettek egy jelentős jelenlétet Indiában, egy olyan globális központot létesítve Kelet-Bangaluruban egymilliárd amerikai dollár értékben, amelyen a tervek szerint a Cisco vezető termékeinek 20%-a alapulna.
A Cisco folytatta a versenyt kihívóival, mind a hazai cégekkel elsősorban az Alcatel-Lucentre, Juniper Networksre, mind a tengerentúli Huawei-jel. A vártnál kisebb 2011-es profit miatt a Cisco kénytelen volt csökkenteni az éves költségeit egymilliárd dollárral. A cég leépített 3000 alkalmazottat egy korai nyugdíjazási programmal, aki elfogadta a kivásárlást, és tervbe vette kb. 10 000 munkahely megszüntetését (az kb. 14%-a a 73 400 csökkentés előtti teljes alkalmazotti létszámnak). A 2011-es beszámolóban a Cisco vezérigazgatója, John Chambers számos versenytársat megnevezett, többek közt a Junipert és HP-t is.
2012. július 24-én a Cisco megkapta az EU beleegyezését az NDS (TV-szoftver-fejlesztő cég) ötmilliárd dollár értékbeni felvásárlásához.

### 2013–ma: Minden dolgok internetje
Cisco elindította az első globális újra-brandelő kampányát először a 6 évben a "JÖVŐ itt kezdődik" és "Minden dolgok internetje" hirdetési kampánnyal. Ezen az erőfeszítések azt célozták, hogy globális vezető szerepbe helyezze a Cisco a következő tíz évben kapcsolódva az előző nem kapcsolódó és megkönnyítve az IP cím kapcsolódást emberek, adatok, folyamatok és dolgok számára a felhő alapú számítási alkalmazások és szolgáltatásokon keresztül.
2013 márciusában a Cisco bejelentette, hogy érdekeltséget szerzett Myanmarban beruházással két Cisco hálózati akadémiába: Yangonban és Mandalayban és az országban egy csatornapartner-hálózatba is.

### Termékek és szolgáltatások
A Cisco termékek és szolgáltatások jelenleg három piaci szegmens köré összpontosulnak – vállalkozáspolitika és szolgáltatás, kis vállalkozások és a otthoni felhasználás.
- Nagyvállalati piac: nagyvállalati hálózat és szolgáltatások
  - Szegélyhálózatok: routerek, switchek, vezetéknélküli rendszerek, biztonsági rendszerek, WAN-gyorsítás, energia és épületfelügyeleti rendszerek és a média hálózatok.
  - Együttműködés: IP videó és telefonok, Telepresence, Unified Communications, Call Center rendszerek, az nagyvállalati közösségi hálózatok és a mobil alkalmazások
  - Datacenter és virtualizáció: Egységesített számítási kapacitás, Unified Fabric, adatközpont váltása, tárolóhálózatok és felhő alapú szolgáltatások.
  - IP NGN (Next Generation Networks): High-end routing és switching a vezetékes és a mobilszolgáltató hálózatok, broadcast video fogadás/szétosztás, a jogosultságot és tartalomszolgáltató rendszerek
- A kisvállalkozások
  - A routerek és switchek
  - Biztonság és felügyeletet: IP-kamerák, adat-és hálózati biztonsági megoldások stb.
  - Hang- és videokonferencia-megoldások: VOIP telefon és a gateway-rendszer, WebEx, videokonferencia
  - Vezeték nélküli: WiFi hozzáférési pontok
  - Hálózati tároló rendszerek
- Otthoni felhasználás
  - Linksys termékcsalád a hozzáférési pontok, switch stb.
  - Széles sávú: kábel modemek
  - A Cisco ūmi – videokonferencia
  - Flip kamera (megszűnt 2011 áprilisában)

### Architektúrák
Annak érdekében, hogy lehetővé tegye az értékesítési csapat több üzleti összpontosító beszélgetését az ügyfelekkel, ezzel szemben a termékekre összpontosítva a megbeszéléseket, a Cisco bejelentette hat új „architektúráját” 2009-ben. Ezek a következők:
- Határok nélküli hálózatok
- Együttműködés
- Data Center és a virtualizáció
- IP NGN (Next Generation Networks)
- Kisvállalkozások
- Otthoni felhasználás

A Cisco szándéka, hogy fokozatosan összekapcsolhatók legyenek a különböző termékek, és az új termékek, szolgáltatások, annak érdekében, hogy komplex képességűek legyenek az egyes területek.

### Hardverek

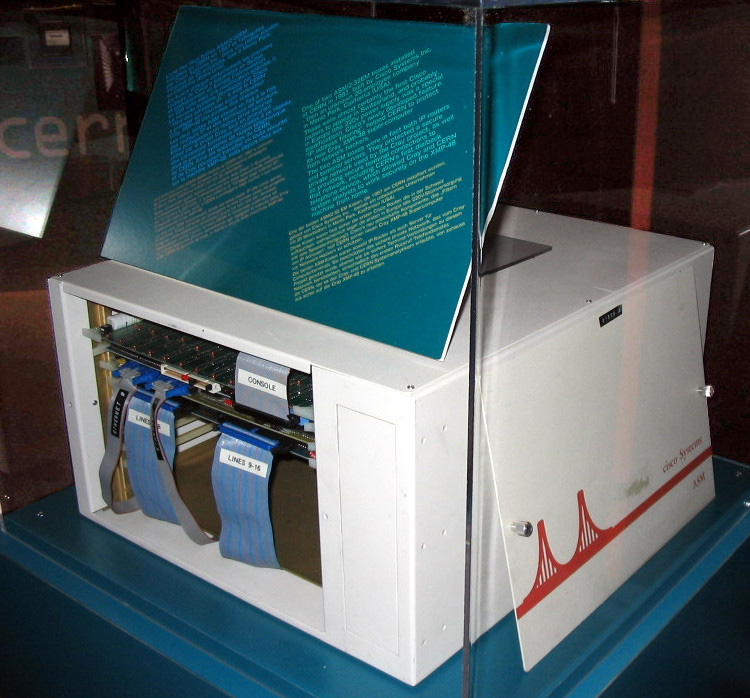
Cisco-router (ASM/2-32EM), a CERN-be 1987-ben telepítették

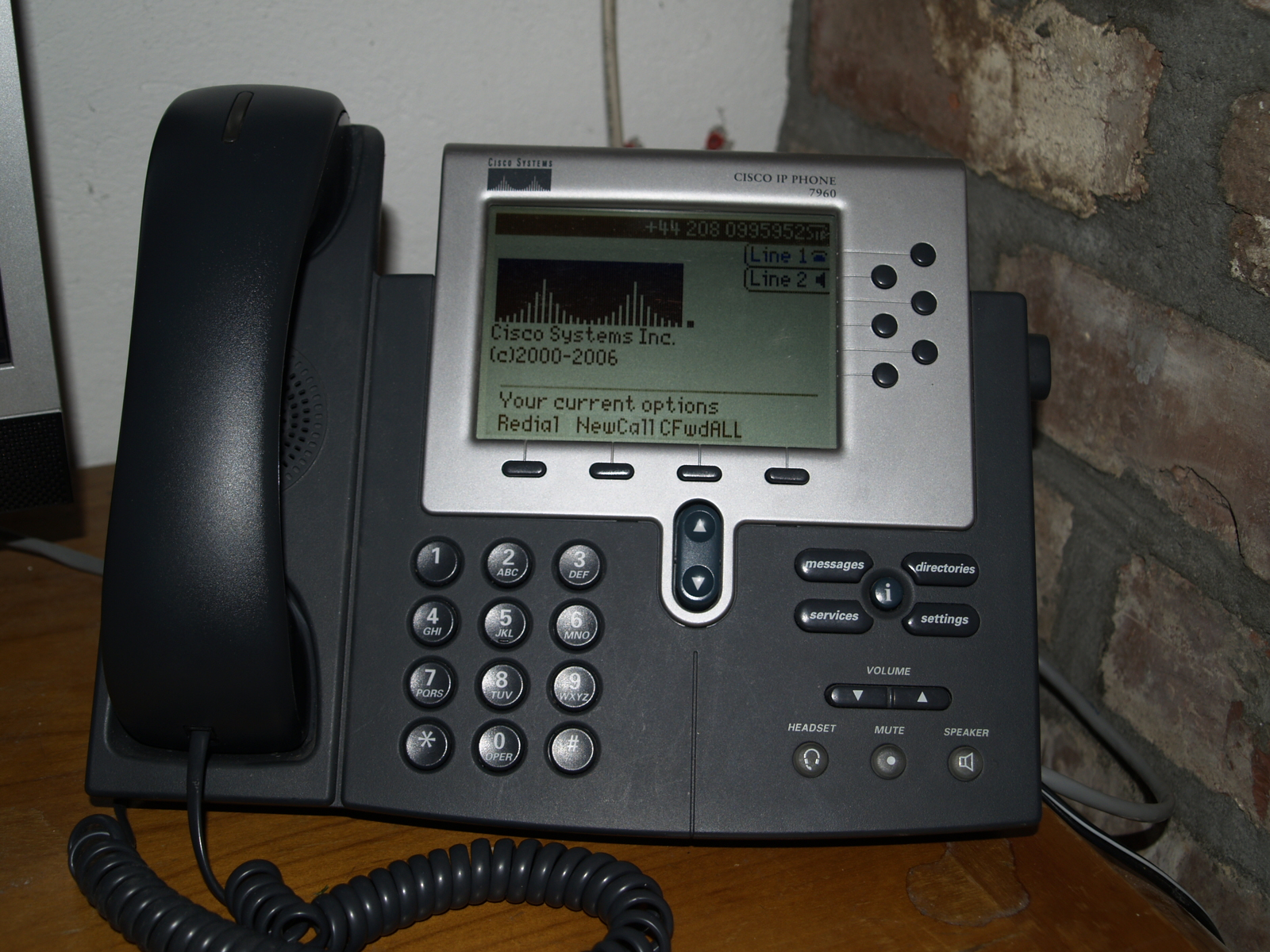
Cisco 7960G IP telefon

Az első ASM/2-32EM Cisco-routert a CERN-be 1987-ben telepítették.
- Datacenter termékek: Nexus switch (1000V, 2000, 4000, 5000, 7000), MDS, Unified Computing System (UCS)
- Flip zsebfényképező
- A Cisco IP-telefonok (7945 7965, 7942, 8900 sorozat, 9900 sorozat, 6900 sorozat)
- Cisco LocalDirector: terheléskiegyensúlyozó készülék
- Routerek, többek között: 837, 1000 sorozat, 2500 sorozat, 7600, 12000, 3600-as széria, ASR sorozat és a CRS-1 és a CRS-3
- Cisco Security Manager
- Biztonsági berendezések: ASA 5500, PIX 500-as sorozat
- Unified Computing: a Cisco Unified Computing System (UCS) virtuális szerver platform: VMWare virtualizációs rendszer fut Cisco hardver kiszolgálókon
- Catalyst: Cisco Catalyst 2900 sorozat, a Cisco Catalyst 3000 sorozat, Catalyst 4500, a Cisco Catalyst 6500 sorozat
- Együttműködés rendszerek, mint például a Cisco TelePresence, a Cisco Mobile Video Collaboration Librestream, Cisco megszerezte Tandberg, a világ vezető Telepresence rendszerét [34]
- VOIP: vezeték nélküli IP telefon 7920
- CLEO: router alacsony Föld körüli pályára
- A Cisco vezeték nélküli LAN
- Cisco kollektív befektetési: egy új, Android-alapú collaboration tablet
- A Cisco Wide Area Application Services (WAAS)
- Set Top Box (High Definition PVR) - Kábel/IP

### Szoftverek
- Internetwork Operating System
- NX-OS
- Cisco Active Network Abstraction
- Cisco Fabric Manager
- Cisco AnyConnect Secure Mobility Client
- Cisco Systems VPN Client
- CiscoView
- CiscoWorks Network Management software
- Clean Access Agent, Cisco NAC Appliance
- Cisco Eos
- Packet Tracer, didactic network simulator
- Cisco Network Magic Pro
- Cisco Unified Communications Manager
- Cisco IP Communicator
- Cisco Quad
- Cisco Security Manager
- WebEx Collaboration Tools
- Cisco Jabber

### VoIP szolgáltatások
A Cisco hamarosan a nagyvállalatok fő VoIP ellátójává vált, jelenleg pedig az otthoni felhasználók piacára terjeszkedik a Scientific Atlanta és Linksys felvásárlása révén. A Scientific Atlanta VoIP eszközöket gyárt az olyan kábel szolgáltatóknak, mint pl. Time Warner, Cablevision, Rogers Communications, UPC, és másoknak. A Linksys pedig olyan cégek partnerévé vált, mint pl. a Skype és a Yahoo!, hogy integrálni lehessen az otthoni felhasználói VoIP-szolgáltatásokat a vezetéknélküli és kábelnélküli telefonokkal.

## Ajánlott irodalom
- David Bunnell – Adam Brate: Die Cisco Story. (németül) Landsberg/Lech: Moderne Industrie. 2001.  ISBN 3-478-35995-3
- David Bunnell: Making the Cisco Connection: The Story Behind the Real Internet Superpower. New York: Wiley. 2000.  ISBN 0-471-35711-1
- Ed Paulson: Inside Cisco: The Real Story of Sustained M&A Growth. New York: Wiley. 2001.  ISBN 0-471-41425-5
- Robert Slater: The Eye of the Storm: How John Chambers Steered Cisco Through the Technology Collapse. New York: HarperCollins. 2003.  ISBN 0-06-018887-1
- David Stauffer: Nothing but Net: Business the Cisco Way. (hely nélkül): Wiley. 2001.  ISBN 1-84112-087-1
- John K. Waters: John Chambers and the Cisco Way: Navigating Through Volatility. New York: Wiley. 2002.  ISBN 0-471-00833-8
- Jeffrey S. Young: Cisco Unauthorized: Inside the High-Stakes Race to Own the Future. (hely nélkül): Prima Lifestyles. 2001.  ISBN 0-7615-2775-3